# Hellmode – Yarikomi Suki no Gamer wa Haisettei no Isekai de Musō Suru
Hellmode – Yarikomi Suki no Gamer wa Haisettei no Isekai de Musō Suru (jap. ヘルモード ～やり込み好きのゲーマーは廃設定の異世界で無双する～ はじまりの召喚士) ist eine japanische Onlineroman- und Light-Novel-Reihe, die seit 2020 erscheint. Sie wurde von Hamuo geschrieben und enthält Illustrationen von Mo. Ebenfalls seit 2020 erscheint eine Umsetzung als Manga, gezeichnet von Enji Tetta. Dieser wird auf Deutsch als Hell Mode – Unterforderter Hardcore-Gamer findet die ultimative Challenge in einer anderen Welt – Der Beschwörer des Anfangs veröffentlicht.

## Inhalt
Als Gamer ist Kenichi mit seinen 35 Jahren so gut, dass ihn kaum noch ein Spiel richtig herausfordert. Da wird auch noch das letzte Spiel eingestellt, in dem er noch viel Zeit verbringen konnte. Da wird ihm ein neues, noch namenloses Spiel zum Testen angeboten, das ihm auch einen besonders hohen Schwierigkeitslevel verspricht. Kenichi willigt gern ein und wählt den schwierigsten Modus. Doch nach dem Start findet er sich in der Fantasy-Welt des Spiels wieder, in der er sich nun ganz persönlich durchschlagen muss, ohne dass er wie bei Computerspielen Hilfe von Anderen suchen oder neustarten kann. Als Leibeigener mit dem Namen Allen muss er sich gegen Krieger und magische Bedrohungen behaupten und will zunächst sich und seine Familie aus dem Frondienst befreien. Mühsam will er als Beschwörer aufsteigen. Diese von ihm gewählte Klasse erlaubt es, Monster zu beschwören, um sie in den Kampf zu schicken. Sind die Monster am Anfang noch schwach, nimmt ihre Stärke mit jedem Level-Aufstieg zu. Durch die Wahl der Schwierigkeit, die Kenichi getroffen hat, hat er damit jedoch besonders große Mühen.

## Veröffentlichung
Die von Hamuo geschriebene Geschichte erscheint seit November 2019 im Online-Portal Shōsetsuka ni Narō. Die Umsetzung Light Novel mit Illustrationen von Mo wird seit 15. Juli 2020 vom Verlag Earth Star Entertainment in Japan herausgegeben. Bisher erschienen vier Bände. Die Umsetzung als Manga wurde ebenfalls von Hamuo geschrieben, aber zeichnerisch von Enji Tetta umgesetzt. Sie wird seit Oktober 2020 im Magazin Comic Earth Star beim gleichen Verlag veröffentlicht. Bei diesem erschienen die Kapitel auch gesammelt in bisher acht Bänden.
Eine deutsche Fassung der Light Novel erscheint bei JNC Nina digital. Die englische Online-Plattform J-Novel Club veröffentlicht sowohl die Light Novel als auch den Manga. Unter dem Titel Hell Mode – Unterforderter Hardcore-Gamer findet die ultimative Challenge in einer anderen Welt – Der Beschwörer des Anfangs wird eine deutsche Fassung des Mangas seit Juni 2024 in bisher zwei Bänden (Stand: Oktober 2024) vom Verlag Manga Jam Session herausgegeben. Die Übersetzung stammt von Anemone Bauer. 